# دین در تایلند
دین در تایلند (سرشماری ۲۰۱۸)

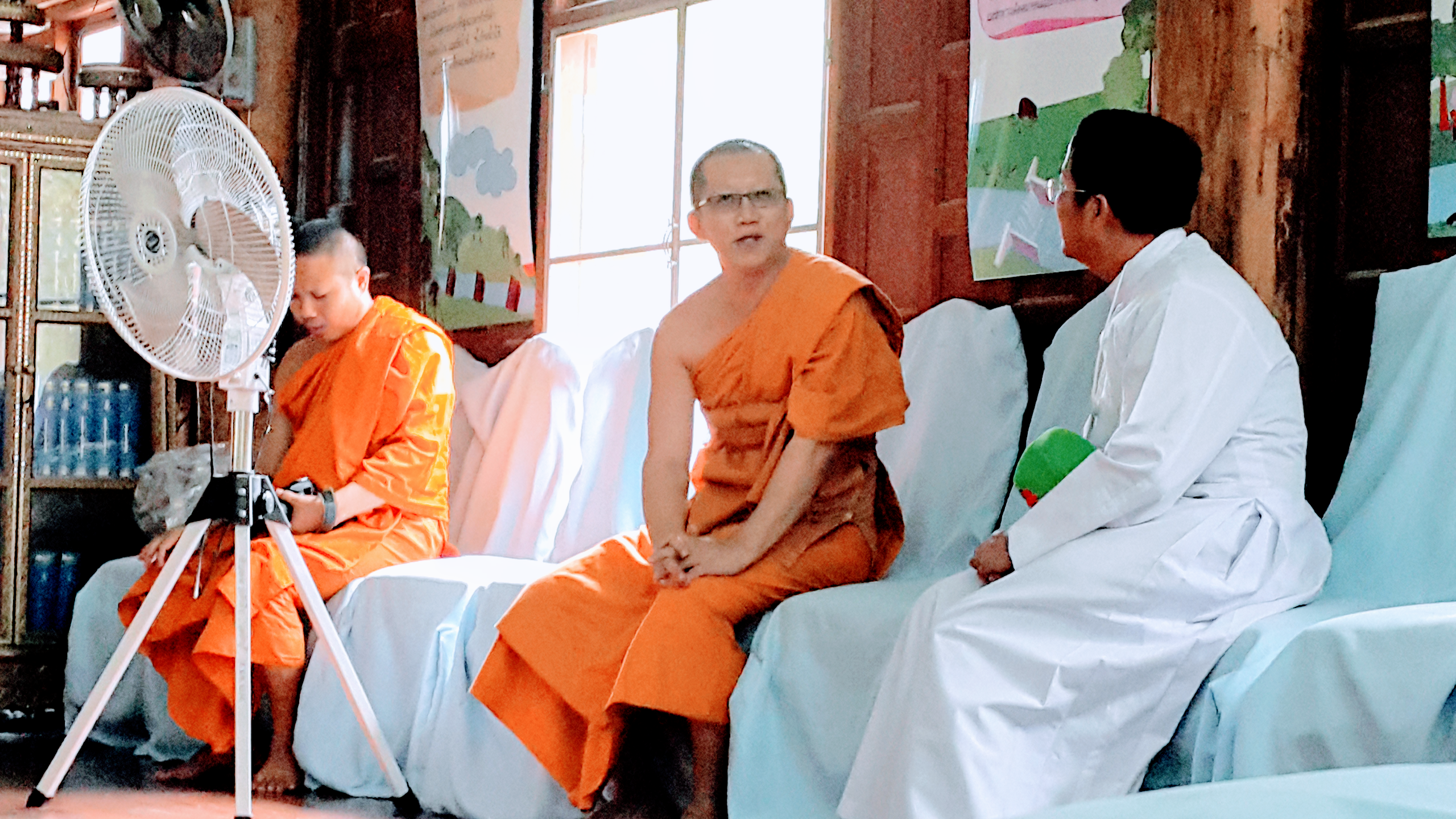
یک راهب بودایی تایلندی در حال گفتگو با یک کشیش کاتولیک در معبدی در کانچانابوری

دین در تایلند، بودیسم بزرگ‌ترین دین در تایلند است که ۹۳ درصد از جمعیت کشور به آن اهتمام می‌ورزند. طبق قانون اساسی بودیسم دین رسمی است، علیرغم اینکه آزادی مذهبی را برای تمام شهروندان تایلند تضمین می‌کند، اگر چه پادشاه طبق قانون ملزم است تا بودیسم ترواده باشد. جمعی از افراد دیگر، به ویژه در میان گروه قومی ایسان، به ادیان بومی تایلندی اهتمام می‌ورزند. جمعیت قابل توجهی از مسلمانان، که به‌طور عمده از تایلندی‌های مالایی‌تبار تشکیل شده‌اند، به خصوص در مناطق جنوبی حضور دارند. قانون تایلند به صورت رسمی پنج دین: بودیسم، اسلام، هندوئیسم، آیین سیک و مسیحیت را به رسمیت می‌شناسد.